# FC Vale Formoso

O Futebol Clube Vale Formoso ou simplesmente Vale Formoso é um clube de futebol amador localizado no Vale das Furnas, Ilha de São Miguel, Açores, Portugal. 
Foi fundado em 1º de agosto de 1971 e suas cores são o preto e o branco.
Disputou a Taça de Portugal na temporada 2018-19 e chegou a passar pelo União de Leiria, em uma campanha surpreendente. A equipa cai apenas para o Tondela na 4ª eliminatória, o equivalente aos 16avos de final.

## Honrarias
Campeonato de seniores da Ilha de São Miguel
- Campeão (1979/80, 2013/14, 2016-17)[4]
- Taça de Honra (1980/81, 2012/13, 2013/14, 2016/17, 2018/19, 2019/20, 2022/23)